# Ђорђе Лазић (ватерполиста)
Ђорђе Лазић (Београд, 19. мај 1996) српски је ватерполиста.

## Биографија
У каријери је наступао за београдски Партизан и за Солнок у Мађарској. Од 2020. године игра за италијански клуб Бреша.
Био је у саставу ватерполо репрезентације Србије на Олимпијским играма у Токију 2020 (одржале се 2021. због пандемије вируса корона). Освојио је на Олимпијским играма у Токију 2020. године златну медаљу са репрезентацијом Србије, која је у финалу победила Грчку са 13:10.